# Jamil Mardam Bey
Jamil Mardam Bey (àrab: جميل مردم بك, Jamīl Mardam Bak) (Damasc, 1894 - el Caire, 1961) fou un polític sirià que per dues vegades fou primer ministre.
Va estudiar a Damasc i després a París i a una escola de Suïssa. El 1913 es va afiliar a França al Congrés Àrab. Era a París quan va esclatar la I Guerra Mundial. Va arribar a secretari general del Congrés Àrab i va tornar a Damasc el 1919 on fou nomenat conseller de l'emir Faysal i el maig de 1920 conseller del ministeri de l'interior al gabinet de Hashim Khalid al-Atassi que va durar formalment fins a la derrota de Faysal pels francesos el 28 de juliol de 1920. Condemnat a mort va haver de fugir a Jerusalem.
Beneficiat de l'amnistia de 1924 va poder retornar i es va unir al Partit del Poble. El 1925-1927 va participar en la revolució siriana de Sultan al-Atrash i va haver de fugir cap a Palestina on es va establir a Jaffa, però arrestat pels britànics fou entregat a les autoritats franceses i empresonat per dos mesos a l'illa Arwad fins que fou beneficiat per l'amnistia concedida pels francesos el 1928; llavors va participar en la fundació del grup al-Kutla al-Wataniya (Bloc Nacional), una coalició nacionalista siriana. L'Assemblea constituent formada a Síria el 1928 el va enviar a París.
El 1932 fou diputat per Damasc del parlament sirià i nomenat al cap de poc ministre de Finances en el gabinet format el 7 de juny de 1932 per Haqqi Bay al-Azm. L'abril de 1933 va dimitir i va participar en la política d'oposició als francesos. El gener de 1936 els francesos li van assignar residència vigilada a Kırıkhan fins al març del mateix any, i al retornar a Damasc fou acollit amb entusiasme. Llavors va formar part de la delegació siriana que va anar a França per negociar el tractat francosirià.
El 21 de desembre de 1936 va formar el primer gabinet nacionalista de Síria com a membre del grup al-Kutla al-Wataniya, i va defensar a França i Ginebra la posició siriana en l'afer del sandjak d'Alexandreta, sense èxit, i va tenir seriosos enfrontaments amb Shahbandar, l'antic líder del Partit del Poble, fins que va dimitir el 18 de febrer de 1939 deixant pas a Luti al-Haffar del mateix grup. Assassinat Shahbandar el 1940, fou acusat de la seva mort i es va traslladar a l'Iraq i a l'Aràbia Saudita i no va retornar fins després del 21 de juny de 1941 quan Síria havia passat al control dels britànics i de les forces franceses lliures.
El 1943 fou elegit diputat per Damasc i fou ministre d'afers exteriors al gabinet de Saadallah al-Jabiri, membre de l'Hizb Istiqlal (Partit de la Independència, fundat el 1919) que va durar del 19 d'agost del 1943 al 14 d'octubre de 1944, gabinet que va declarar la independència l'1 de gener de 1944, i després ministre de defensa i ministre d'economia en el gabinet de Faris al-Khuri, dirigit pel grup al-Kutla al-Wataniya (al qual pertanyia) que va durar del 14 d'octubre de 1944 a l'1 d'octubre de 1945. El 29 de maig de 1945 Charles de Gaulle va fer bombardejar Damasc per avions i va demanar la detenció del president de Síria Kuwatli, de Mardam com a primer ministre interí (exercia el càrrec en absència del titular) i de Saadallah Al-Jabiri, president del Parlament; el Parlament i el ministeri de defensa foren destruïts pels avions francesos; però finalment la independència fou acceptada per França el 17 d'abril de 1946 i per evitar que Mardam competís per la presidència, fou enviat com a plenipotenciari a Egipte, retornant a Damasc el novembre de 1946.
El 16 de desembre de 1946 el primer ministre Saadallah al-Jabiri va morir i després d'una breu interinitat de Khalid al-Azm, el 29 de desembre de 1946 Mardam formava el seu segon gabinet, que va durar fins a l'octubre de 1947. En les eleccions del juliol de 1947 fou reelegit diputat per Damasc i va ser ratificat com a primer ministre formant un nou govern (octubre de 1947). La derrota davant els israelians el 1948 va provocar crítiques, i finalment el president li demanava la dimissió 22 d'agost de 1948. Va seguir però en el càrrec, i la crisi es va saldar amb la substitució del cap d'estat major Abdullah Atfeh pel coronel Husni al-Zaim, que no va calmar els ànims, i el 29 de novembre de 1948 (aniversari de la partició de Palestina) els estudiants i obrers van fer una vaga general que va aturar Damasc responent a la crida de Michel Aflaq, fundador del Partit Baas; Mardam el va fer detenir i tothom el va criticar i diversos alts càrrecs s'hi van oposar i li van girar l'esquena incloent el seu viceprimer ministre; en els dies següents els disturbis foren constants tant a Damasc com Alep i alguns altres llocs, i es van atacar entre altres als jueus i als comunistes; Mardam va proclamar la llei marcial i l'estat d'emergència (3 de desembre); l'exèrcit va sortir al carrer i va començar a detenir als opositors. Finalment després d'una sèrie de maniobres, i com que la tensió anava en augment, es retirava i el dia 16 de desembre es formava un gabinet presidit per Khalid al-Azm, del Partit Republicà, que no va durar gaire. Al-Azzam va signar la convenció amb el govern de París el 7 de febrer de 1949 i la seva actitud amb el cap d'estat major coronel Husni al-Zaim el dia 29 de març de 1949 va provocar que fos enderrocat per un cop d'estat l'endemà dirigit pel mateix coronel al-Zaim.
Mardam es va exiliar a Egipte i hi va restar fins a la seva mort al Caire el 1961. Les seves restes foren traslladades a Damasc i enterrades al cementiri de Bab al-Saghir.